# Шевлягино (городской округ Ликино-Дулёво)
Шевля́гино — посёлок в Орехово-Зуевском муниципальном районе Московской области. Входит в состав сельского поселения Соболевское. Население — 57 чел. (2010).

## Расположение
Посёлок Шевлягино расположен в юго-западной части Орехово-Зуевского района, примерно в 31 км к юго-западу от города Орехово-Зуево. Высота над уровнем моря 135 м. Ближайшие населённые пункты — деревня Минино Орехово-Зуевского района, а также деревни Мещёры, Вороново и Шевлягино Раменского района.

## История
В 1926 году разъезд Шевлягино входил в Вороновский сельсовет Карповской волости Богородского уезда Московской губернии, имелось почтовое отделение.
До 2006 года Шевлягино входило в состав Соболевского сельского округа Орехово-Зуевского района.

## Население
В 1926 году в посёлке проживало 34 человека (20 мужчин, 14 женщин), насчитывалось 7 хозяйств. По переписи 2002 года — 65 человек (28 мужчин, 37 женщин).
| 1926 | 2002 | 2006 | 2010 |
| ---- | ---- | ---- | ---- |
| 34   | ↗65  | ↗74  | ↘57  |